# Gossamer Penguin
Gossamer Penguin war ein Experimentalflugzeug erbaut vom Paul MacCreadys AeroVironment.

## Beschreibung
Die „Penguin“ war eine auf drei Viertel der Originalgröße reduzierte Version der Gossamer Albatross II, mit einer Spannweite von 21,64 Metern und einer Masse von 31 kg. Als Antrieb diente der Elektromotor AstroFlight, der durch ein 541-Watt-Solarpaneel angetrieben und von 3920 Solarzellen versorgt wurde. Es war das erste solarbetriebene pilotentragende Flugzeug.
Die anfänglichen Flugtests wurden unter Verwendung von 28 Nickel-Cadmium-Akkus Größe D anstelle der Solarmodule durchgeführt. Der Testpilot war Marshall MacCready, der Sohn von Paul MacCready, mit einer Masse von 80 Pfund (36 kg).
Die offizielle Pilotin war Janice Brown, die 100 Pfund (45 kg) wog. Sie steuerte den Penguin rund 40 mal vor der öffentlichen Vorführung eines 1,95-Meilen-Fluges (3,14 km) am 7. August 1980 beim NASA Dryden Flight Research Center.